# Гідрогеологія Казахстану
Гідрогеологія Казахстану. 
Ґрунтові води гірських, дрібносопкових районів залягають в тріщинуватих корінних породах складчастого фундаменту на глибині від 1-5 до 80-100 м, в основному прісні. Ґрунтові води конусів винесення і долин річок, пов'язані з пісками, валунно-гравійно-галечними відкладами четвертинного віку, залягають на глибині від 5 до 100 м, переважно прісні. Ґрунтові води глинистих пустель і напівпустель характеризуються строкатою мінералізацією, низьким дебітом, великою різноманітністю глибин залягання.
Артезіанські води гірничо-складчастих областей Казахстану пов'язані із закарстованими вапняками і пісковиками палеозою, поширені до глибини 500-600 м. Води напірні, прісні і слабкосолоні. 
Артезіанські води замкнених міжгірних западин пов'язані з пісками, пісковиками крейди, палеогену і залягають на глибині від 100 до 500 м, рідше 2000-3000 м. Води напірні, самовиливні, переважно прісні. 
Артезіанські води великих синекліз платформних областей пов'язані з пісками крейди, палеогену і залягають на глибині 100-300 м, рідше 500-1000 м. Води напірні, самовиливні, слабомінералізовані, використовуються для водопостачання і обводнення пасовищ, місцями оазисного зрошування. У нижніх частинах артезіанських басейнів на півдні і особливо на заході  поширені термальні і мінеральні води, що залягають на глибині 300-3000 м. Підземними водами в 1990-х роках забезпечувалося 40 міст, 2000 сіл та населених пунктів, обводнювалося 141,5 млн га пасовищ, зрошувалося 2 млн га земель. 